# Бларикюм
Бларикюм (нидерл. Blaricum) — община и деревня в провинции Северная Голландия.
Бларикюм расположен на территории 15,58 км² (из них суша — 11,13 км²) на юго-востоке провинции. Население — 9002 человека (2008).
Община известна как место резиденции многих известных людей, цены на недвижимость здесь самые высокие в стране. По уровню жизни среди общин страны Бларикюм занимает 4-е место.
В общинном совете — 13 мест.
В августе в Бларикюме ежегодно проходит ярмарка.